# Marianne van de Linde
Marianne van de Linde (6 juli 1962) is een voormalige Nederlandse langeafstandsloopster uit Heemstede. Op de Nederlandse kampioenschappen behaalde zij tweemaal zilver en vijfmaal brons.

## Loopbaan
Van de Linde nam ook deel aan diverse internationale wedstrijden: de halve marathon van Istanboel (1990) (derde in 1991), de marathon van Frankfurt (vijfde in 1992) en de nationale veldloopkampioenschappen van Kenia (1994).
Marianne van de Linde won de Zevenheuvelenloop in 1988 en de Bredase Singelloop in 1992. Ze is lid geweest van de atletiekverenigingen AV Haarlem, UAV Hellas en AAC.

## Persoonlijke records
Baan
| Onderdeel | Prestatie | Datum             | Plaats    |
| --------- | --------- | ----------------- | --------- |
| 800 m     | 2.16,1    | 1992              | Huizen    |
| 3000 m    | 9.22,86   | 24 juli 1992      | Haarlem   |
| 5000 m    | 16.22,4   | 1984              | Santpoort |
| 10.000 m  | 33.44,0   | 13 september 1991 | Santpoort |

Weg
| afstand        | tijd    | datum             | plaats record |
| -------------- | ------- | ----------------- | ------------- |
| 10 km          | 33.59   | 13 september 1992 | Rotterdam     |
| 15 km          | 52.29   | 1 mei 1994        | Breda         |
| 10 Eng. mijl   | 55.34   | 20 december 1992  | Den Haag      |
| halve marathon | 1:13.35 | 4 oktober 1992    | Breda         |
| 30 km          | 1:53.37 | 20 maart 1994     | Spaarnwoude   |
| marathon       | 2:40.19 | 22 oktober 1995   | Reims         |

## Palmares

### 3000 m
- 1988:  NK indoor – 9.34,38
- 1992:  NK indoor – 9.32,21

### 10.000 m
- 1990: 5e Westatletics in Kapfenberg - 33.20,90
- 1990:  NK – 34.37,46
- 1992:  NK – 35.01,20
- 1993: 4e NK – 34.49,42
- 1994: 4e NK – 34.29,33
- 1995:  NK – 34.21,89

### 10 km
- 1990: 4e Babylon in Den Haag - 34.20
- 1990:  Wolfskamerloop in Huizen - 35.03
- 1993:  Konmar-Ooserhof Run in Rotterdam - 34.14
- 1993:  Parelloop - 34.37
- 1995: 4e Konmar in Rotterdam - 34.47
- 1996:  Velserbroek - 35.05
- 1998:  3M Leiden - 36.19
- 1998:  Stadsloop Appingedam - 35.15
- 2002:  Coenecooploop in Waddinxveen - 33.38

### 15 km
- 1987:  Pim Mulierloop in Santpoort - 54.09
- 1988:  Zevenheuvelenloop - 52.53
- 1990:  NK weg – 56.31
- 1992: 5e Zevenheuvelenloop - 52.43
- 1996: 12e Zevenheuvelenloop - 53.47
- 1998: 13e Zevenheuvelenloop - 55.36
- 2009:  Pim Mulierloop in Santpoort - 1:02.44

### 10 Eng. mijl
- 1990:  Den Haag - 57.14
- 1992: 5e Telematica Run - 57.17
- 1996: 4e Telematica Run - 57.54
- 1997: 10e Dam tot Damloop - 56.50

### halve marathon
- 1986:  Trosloop - 1:26.45
- 1989: 5e halve marathon van Egmond - 1:23.53
- 1990:  halve marathon van Istanboel - 1:19.01
- 1990:  Trosloop - onbekende tijd
- 1991:  halve marathon van Istanboel - 1:15.39
- 1991:  Trosloop - 1:16.16
- 1992: 5e City-Pier-City Loop - 1:14.57
- 1992:  NK in Onderdijk – 1:17.53
- 1992: 50e WK in South Shields - 1:14.06
- 1992:  Bredase Singelloop - 1:13.35
- 1993: 5e halve marathon van Egmond - 1:15.29
- 1994: 9e halve marathon van Egmond - 1:21.29
- 1994: 9e City-Pier-City Loop - 1:15.31
- 1994: 5e NK in Wolphaartsdijk – 1:20.23
- 1995: 46e WK in Montbeliard - 1:15.25
- 1996: 6e NK in Deventer - 1:17.29
- 1998: 15e halve marathon van Egmond - 1:21.50
- 2002:  Trosloop - 1:24.26

### marathon
- 1992: 5e marathon van Frankfurt - 2:41.52
- 1995: 12e marathon van Reims - 2:40.19
- 1996: 5e marathon van Echternach - 2:43.56
- 2008:  marathon van Haamstede - 3:28.41

### veldlopen
- 1987:  Warandeloop - 11.31
- 1988:  Sprintcross in Breda - 12.28
- 1989:  Sprintcross in Breda - 12.18
- 1990: 5e Warandeloop - 14.35
- 1991:  Sprintcross in Breda - 21.45
- 1992: 5e Sprintcross in Breda -
- 1994: 4e NK (6150 m), Wieringerwerf – 22.34
- 1994: 5e Sprintcross in Breda - 20.57
- 1995:  NK (6065 m), Wassenaar – 22.16
- 1996: 9e NK (6 km), Tilburg – 21.30
- 1997: 7e NK (6 km), Asten – 21.21
- 1998:  Heliomarecross in Santpoort - 23.10